# Cannelloni Macaroni
Cannelloni Macaroni è una canzone scritta da Lasse Holm, e registrata da lui. Fu pubblicata come singolo nel 1986.

## Descrizione
La canzone rimase in classifica al Svensktoppen per 13 settimane tra il 18 maggio e il 12 ottobre 1986, arrivando in cima alla classifica.
La canzone è stata eseguita anche nel programma televisivo Razzel ed era originariamente scritta con il testo in inglese. L'arrangiatore Lennart Sjöholm avrebbe preferito però che la canzone fosse in italiano. Lasse Holm andò poi in diverse pizzerie leggendo i menù mentre assaggiava cibo italiano. Bert Karlsson voleva che partecipasse al Melodifestivalen, ma la canzone divenne popolare soprattutto nelle pizzerie.
È stato registrato anche un video. Sono state utilizzate quattro gru e le telecamere hanno sorvolato lunghi tavoli con Lasse Holm che cantava indossando un abito bianco. In Inghilterra è stato nominato "il peggior video di sempre". Lasse Holm ha dichiarato di aver inventato il testo quando ha ricevuto un volantino pubblicitario da una pizzeria, ma inizialmente ha pensato che fosse il testo di una canzone proposta, che aveva ordinato.